# 水牛春田合唱团
水牛春田樂團（英語：Buffalo Springfield）是一支生命力短暂但较有影响的民間搖滾乐團。它曾是Neil Young、Stephen Stills、 Richie Furay 和 Jim Messina 音乐事业的跳板。乐队最为流行的曲目是"For What It's Worth"。 自1966年4月成立后，乐队历经的内部口角、外部音乐行业的压力等导致乐队成员频繁更换，最终乐队也以短短的25个月的“寿命”解散。 Buffalo Springfield 一共发行过三张专辑，另外留下了许多demo和现场录音带。和飛鳥樂隊成為民間搖滾音樂流派早期發展的樂團之一。

## 樂團起源
樂團名稱是從一個美國壓路機的品牌名字取得，水牛春田1966年成團於洛杉磯，當時團員有Stills(吉他，鍵盤，聲樂)，Dewey Martin(鼓手，主唱)，Bruce Palmer(電貝斯)，Furay(吉他，主唱)，和尼爾·楊(吉他，口琴，鋼琴，聲樂)。樂團在1966年與大西洋唱片公司簽約，並發行了他們的首張單曲“Nowadays Clancy Can't Even Sing”，在洛杉磯地區熱播。接下來的一月，該團體發布了他們最為人所知的抗議歌曲"For What It's Worth"。他們的第二張專輯，Buffalo Springfield Again，標誌著他們進入了迷幻搖滾和硬式搖滾樂界，樂團於1997年被入選搖滾名人堂。